# Хворостинины
Хворостинины — угасший княжеский род, происходящий в XlX колене от Рюрика, отрасль князей Ярославских.
Род внесён в Бархатную книгу.
Родоначальник — ухорский князь Михаил Васильевич по прозванию "Хвороста", сыновья которого — Михаил Михайлович и Иван Михайлович стали называться князья Хворостинины.
Однородцами являются князья Охлябинины, Засекины и Шаховские.

## Известные представители
| №                             | Имя, Отчество                | № отца | Примечания |
| ----------------------------- | ---------------------------- | ------ | --- |
| 1                             | Михаил Васильевич Хворостина |        | Родоначальник |
| 2                             | Иван Михайлович              | 1      | Сын боярский (1550), окольничий (1554). |
| 3                             | Михаил Михайлович            | 1      | Сын боярский 3-й статьи по Коломне (1550). |
| 4                             | Дмитрий Иванович             | 2      | Воевода, окольничий, боярин (1584) |
| 5                             | Фёдор Иванович               | 2      | Дворецкий (1577), окольничий (1584), боярин (1589). |
| 6                             | Андрей Иванович Карло        | 2      | Воевода, окольничий (1562). |
| 7                             | Пётр Иванович                | 2      | Воевода, окольничий. |
| 8                             | Иван Дмитриевич              | 4      | Воевода, окольничий (1603). |
| 9                             | Юрий Дмитриевич              | 4      | Воевода в Терках (1623—1624), московский дворянин (1627—1629), постригся в монахи (1638), умер (1639). |
| 10                            | Григорий Дмитриевич          | 4      | На свадьбе Лжедмитрия I и Марины Мнишек — стольник, на второй день мовник (1606), на свадьбе царя Василия Шуйского с княжной Буйносовой олдиннадцатый в свадебном поезде (1608), умер († 15 мая 1602), погребён в Троице-Сергиевой лавре. |
| 11                            | Иван Фёдорович               | 5      | Стольник (1658). |
| 12                            | Иван Андреевич               | 6      | Воевода (1618). |
| 13                            | Фёдор Юрьевич Кривошей       | 9      | Окольничий, боярин (1653). |
| 14                            | Семён Фёдорович              | 13     | Скончались (ранее 1673). |
| 15                            | Иван Фёдорович               | 13     | Скончались (ранее 1673). |
|                               | Мария Фёдоровна              | 13     | (1651—1723), была замужем за князем Борисом Алексеевичем Голицыным. |
| Род князей Хворостининых угас |                              |        | |
|                               | Фёдор Фёдорович              |        | В родословной росписи не значатся, бездетны |
|                               | Григорий Фёдорович           |        | В родословной росписи не значатся, бездетны |
|                               | Угрим Лобанов                |        | Каширянин, погиб в битве при Молодях (1572), его имя занесено в синодик "по убитым во брани". |